# Filovci
Filovci este o localitate din comuna Moravske Toplice, Slovenia, cu o populație de 486 de locuitori.